# Sobralia kermesina
Sobralia kermesina är en orkidéart som beskrevs av Leslie Andrew Garay. Sobralia kermesina ingår i släktet Sobralia och familjen orkidéer. Inga underarter finns listade i Catalogue of Life.